# Сенкевич, Ярослав
Ярослав Сенкевич (пол. Jarosław Sienkiewicz; 28 января 1950, Вильнюс — 22 октября 1992, Ястшембе-Здруй) — польский профсоюзный деятель, экономист и менеджер угледобычи, с сентября 1980 по январь 1981 — председатель шахтёрского профцентра Солидарности в Силезии. Подписал со стороны шахтёрского забастовочного комитета Ястшембское соглашение с правительством ПНР. Ориентировался на сотрудничество с ПОРП — за что был отстранён от председательства. Вышел из «Солидарности», поддержал военное положение, был назначен заместителем директора шахты. Ложно обвинялся в сотрудничестве с коммунистической госбезопасностью, обвинение посмертно опровергнуто.

## Экономист горнодобычи
Родился в семье инженера-электронщика. Чеслав Сенкевич, отец Ярослава Сенкевича, во время Второй мировой войны был депортирован в СССР и заключён в лагерь. Впоследствии освобождён, вместе с женой и сыном проживал под надзором в Литовской ССР. В 1957 семья получила разрешение вернуться в Польшу.
Среднюю школу Ярослав Сенкевич окончил в Тарнуве. От армейской службы освобождён по состоянию здоровья. Переехал в Краков, работал на кабельном заводе, окончил Краковский экономический университет. В 1974 Ярослав Сенкевич поступил на угольную шахту «Борыня» близ Ястшембе-Здруя. В 1975—1978 работал старшим экономическим инспектором на шахте «Сверкланы». С 1978 по 1984 — начальник отдела планирования инвестиций на шахте «Борыня». С 1970 состоял в правящей компартии ПОРП, выступал как лектор-пропагандист.

## Деятель «Солидарности»

### Ястшембское соглашение
В августе 1980 Польшу охватила волна массовых забастовок. Ярослав Сенкевич примкнул к движению. На короткое время он был задержан милицией. Это быстро сделало его известным и популярным, горняки требовали освободить Сенкевича.
22 августа Ярослав Сенкевич был избран председателем забастовочного комитета «Борыни». Как представитель шахты вошёл в Межзаводской забастовочный комитет (MKS) угледобывающих предприятий Верхней Силезии. Был избран председателем горняцкого MKS (заместителями стали шахтёр Тадеуш Едынак и электрик Стефан Палка).
Как председатель MKS Ярослав Сенкевич вёл переговоры с делегацией правительства ПНР. 3 сентября на шахте «Июльский манифест» он подписал Ястшембское соглашение с вице-премьером Александром Копецем.
Отличительной чертой Ястшембского соглашения (по сравнению с Щецинским, Гданьским и Катовицким) являлось значительно меньшее внимание политическим вопросам. Соглашение практически целиком фиксировалось на социально-трудовой проблематике: увеличение зарплат, пособий и надбавок, улучшение продовольственного снабжения и жилищных условий, ограничение сверхурочных работ, расширение списка профессиональных заболеваний, снижение пенсионного возраста. Говорилось также о «рациональном использовании каменного угля как национального ресурса». Главным достижением являлась договорённость о введении двух выходных суббот в месяц для всех польских трудящихся (до этого в ПНР был один выходной день).

### Умеренность позиции
MKS был преобразован в Межзаводской рабочий комитет (MKR). Образовалась Силезско-Домбровская региональная организация (RŚD) профсоюза Солидарность. RŚD была самой многочисленной в «Солидарности» — около 3 миллионов членов. Но первоначально она представлялась наиболее расколотой. Крупный MKR и профцентр «Солидарности» сформировался в Катовице на основе металлургических и транспортных предприятий. Его возглавлял активный и радикальный антикоммунист Анджей Розплоховский. Центр базировался на металлургическом комбинате Хута Катовице. Шахтёрский MKR-профцентр утвердился на шахте «Июльский манифест» в Ястшембе-Здруе. Его председателем был избран Ярослав Сенкевич. Между этими структурами завязалась борьба — не только за лидерство в региональном профдвижении, но и концептуально-доктринальная.
Сенкевич, в отличие от Розплоховского, всячески дистанцировался от политической оппозиции. Он избегал антикоммунистической риторики (характерной для Щецинского и Быдгощского MKS). Категорически отказывался от контактов с диссидентской интеллигенцией и её организациями типа КОС-КОР (характерных для Гданьского MKS). Неохотно реагировал на предложения сотрудничества с польской католической церковью. Временами он подчёркивал, что остаётся членом ПОРП.
Всё это было замечено и учтено партийными и государственными органами. Ярослав Сенкевич стал рассматриваться ими как оптимальный партнёр. Госсовет ПНР включил Сенкевича в группу разработчиков нового закона о профсоюзах. С другой стороны, забастовщики, даже антикоммунистически и антиправительственно настроенные, с доверием относились к Сенкевичу. В нём видели прежде всего работника шахты и дипломированного экономиста, знающего нужды горняков и способного грамотно их отстаивать.

### «Странный союз» с партаппаратом
13 октября 1980 в официозной газете Dziennik Zachodni была опубликована программная статья «Solidarność» — czym jest i do czego dąży? — «Солидарность» — что это такое и к чему стремится? Текст выдерживался в лояльном к ПОРП ключе. Авторы подчёркивали соблюдение конституции и законов, лояльность к социально-экономической и политической системе ПНР. «Солидарность» характеризовалась как «фактор стимулирования, контроля и ускорения экономического развития, а не замены государственной власти». Звучал призыв сотрудничать с властями, доверять властям, «преодолевать то, что разделяло до сих пор». При этом отмечался медленный темп выполнения Ястшембского соглашения, но выражалась уверенность в скорой его реализации. Важное место занимала установка на переструктурирование «Солидарности» — переход от территориального построения (характерного для политической партии) к отраслевому (сугубо профсоюзному). В этом также выражалась лояльность властям, отказ от политической конкуренции с ПОРП.
Программный материал отражал не только взгляды Ярослава Сенкевича, но и его конкретную ориентацию. Контакт с Сенкевичем быстро установил первый секретарь Катовицкого воеводского комитета ПОРП Анджей Жабиньский. Представитель ортодоксального «партийного бетона» и решительный противник «Солидарности», Жабиньский допускал не только силовое подавление, но и «приручение» активистов. Он организовал для Сенкевича самые комфортные условия работы и отдыха — удобные помещения, транспорт, охота, банкеты. Жабиньский познакомил Сенкевича с Мечиславом Мочаром. Экс-министр внутренних дел и член Политбюро, представитель ортодоксального национал-коммунистического крыла ПОРП интересовался связями с «Солидарностью» и использованием профсоюза для собственных номенклатурных целей. Мочар располагал большим влиянием в Силезии и намекал на возможность назначения на крупный хозяйственный пост в угледобыче.

Образовался странный союз: треугольник Жабиньский—Мочар—Сенкевич. Но такая ситуация лишь на вид была экзотичной.

Во главе профцентра Сенкевич проводил умеренный курс, согласованный с партаппаратом. Он признавал руководящую роль ПОРП, воздерживался от массовых протестов и забастовок. Часто говорил о недопустимости столкновения с СССР, о несопоставимости сил, об угрозе советского подавления и массового кровопролития — из чего следовала нежелательность конфронтации и с властями ПНР. (Знавшие Сенкевича люди объясняли это приобретённым с детства психологическим комплексом — драматичной семейной историей.) Жабиньский рассматривал Сенкевича как эффективный противовес радикальному Катовицкому профцентру Розплоховского. На заседаниях Политбюро ЦК ПОРП Жабинский называл профцентр Сенкевича «собственной карманной „Солидарностью“».

### Конфликт с радикалами
Позиция Сенкевича вызвала сильнейшее отторжение в массах членов «Солидарности», в том числе шахтёров. Распространился слух о его сотрудничестве со Службой госбезопасности (СБ). Офицеры СБ присутствовали в его окружении, и это практически не скрывалось. Слух оказался ложным — связь с партийным секретарём не означала буквальной завербованности. Но характерно само его появление.
С резкой критикой Сенкевича выступали его заместители Палка и Едынак. Радикальные активисты обвиняли председателя в сотрудничестве с властями и нанесении ущерба профсоюзу. Они прямо утверждали, что председатель поставил профцентр под контроль СБ. С другой стороны, деятельность Сенкевича осуждали члены Всепольской комиссии «Солидарности».
В конце 1980 года обозначился конфликт между Ярославом Сенкевичем и Лехом Валенсой. Возглавляя крупнейший профцентр, Сенкевич претендовал на всепольское лидерство в «Солидарности». Между ними была назначена встреча в Гданьске. Однако Сенкевич прислал сотрудника с магнитофонной записью фамильярного характера. Это возмутило членов Всепольской комиссии. Многие предлагали осудить силезского председателя специальным заявлением. Против выступил Яцек Куронь — по его мнению, это вело к расколу среди шахтёров (у Сенкевича оставалось немало сторонников). Сенкевич, ещё недавно ярый противник КОС-КОР, пригласил Куроня побеседовать в Катовице. Но Куронь отказался, так как в целом негативно относился к Сенкевичу.

### Разрыв с «Солидарностью»
В конечном счёте конфликт Сенкевича с гданьскими лидерами был разрешён отстранением Сенкевича внутренней оппозицией профцентра. 5 января 1981 была распространена листовка Kto komu służy? — Кто кому служит?. Анонимные авторы, представившиеся членами «Солидарности» и MKR, обвинили Сенкевича в покорности властям, близости с Жабиньским и Грудзенем, контактах с СБ, сокрытии сведений о собственной деятельности в качестве партийного лектора, инфильтрации профсоюза партийными активистами и членами провластных организаций, торможении перехода горняков из официального профсоюза в «Солидарность», попытках расколоть «Солидарность» созданием отраслевого профцентра, наконец, в злоупотреблении алкоголем. При этом авторы отдали должное активности Сенкевича во время августовских забастовок. Однако общий баланс был однозначно негативен.
8 января 1981 Ярослав Сенкевич объявил о своей отставке с поста председателя профцентра. Большинство ястшембских профкомов высказались против такого решения, но изменить его Сенкевич отказался. 26 января он опубликовал открытое письмо членам «Солидарности», в котором опроверг обвинения в свой адрес и заявил, что ему ставят в вину одновременное членство в «Солидарности» и в ПОРП. 29 января заседание MKR официально приняло отставку Ярослава Сенкевича. Новым председателем был избран Стефан Палка.
Сенкевич оставался председателем рабочего комитета — профорганизации «Солидарности» шахты «Борыня». Он претендовал на представительство шахты в региональных органах и Всепольской комиссии «Солидарности». 9 марта 1981 профсоюзное собрание лишило его этих функций. 16 марта Сенкевич сложил председательские полномочия, 21 апреля объявил о выходе из «Солидарности».
После ухода Сенкевича шахтёрская «Солидарность» в Силезии сблизилась с Катовицким профцентром и заняла радикальные позиции. Кульминацией противостояния явилось столкновение на шахте «Вуек» 16 декабря 1981.

## Функционер режима
Расставшись с «Солидарностью», Ярослав Сенкевич окончательно перешёл на сторону властей в общественном конфликте. В декабре 1981 он поддержал военное положение. Участвовал в основании «Патриотического движения национального возрождения», созданного под эгидой ПОРП в середине 1982. Окончил аспирантуру Высшей школы общественных наук при ЦК ПОРП. Вновь исполнял функции лектора-пропагандиста при Катовицком воеводском комитете ПОРП.
В ноябре 1982 премьер-министр генерал Ярузельский включил Сенкевича в правительственный комитет по управлению профсоюзным имуществом. В январе 1984 Сенкевич был назначен земестителем директора шахты «Крупиньский» в Сушеце. В декабре 1984 министр горнодобывающей промышленности и энергетики генерал Пиотровский присвоил Сенкевичу категорию директора горнодобычи. В 1988—1990 Ярослав Сенкевич был депутатом Катовицкого воеводского совета. Слухи о завербованности Сенкевича СБ продолжали упорно распространяться, и, по некоторым признакам, поддерживались самой СБ.

## Опровержение слухов
В забастовочной волне 1988 и последующих событиях (Круглый стол, «полусвободные выборы», смена общественного строя, преобразование ПНР в Третью Речь Посполитую) Ярослав Сенкевич участия не принимал.
В начале 1990-х он упорно добивался снятия обвинений в сотрудничестве с СБ. Обращался с такими требованиями к генералу Кищаку и даже к Эдварду Гереку (бывший первый секретарь ЦК ПОРП утверждал это в книге своих воспоминаний). Как правило, эти обращения оставались без ответа. Сенкевичу удалось добиться согласия на опровержение от издателей мемуаров и от самого Герека, но публикация не состоялась. Уже после его смерти обвинение снял Институт национальной памяти, этой теме был посвящён документальный фильм.
До конца жизни Ярослав Сенкевич проживал в одном из многоквартирных домов Ястшембе-Здруя. Оформлял пенсию по сердечному заболеванию. Скончался от сердечного приступа в возрасте 42 лет. Похоронен на кладбище католического прихода в Ястшембе-Здруе.

## Память
Ярослав Сенкевич был дважды женат, в первом браке имел сына. Кшиштоф Сенкевич работает в аварийно-спасательном отделе шахты «Зофювка» — бывший «Июльский манифест», где его отец подписал Ястшембское соглашение.
В некоторых русскоязычных источниках конфликт Ярослава Сенкевича с «Солидарностью» объясняется исключительно оперативной провокацией и клеветой со стороны госбезопасности. В реальности конфликт основывался прежде всего на провластной позиции Сенкевича, которая и создала почву для слухов, подхваченных и использованных СБ.
Оценка фигуры Ярослава Сенкевича вызывает споры в современной Польше. Большинство авторов относятся к нему скорее негативно, считают его позицию 1980-х как минимум неадекватной (звучат и гораздо более жёсткие оценки). Но образ Сенкевича остаётся популярным среди группы ястшембских ветеранов шахтёрской забастовки, особенно горняков шахты «Борыня». Они считают Сенкевича героем профсоюзной борьбы, ежегодно проводят памятные мероприятия.